# Bobby Vinton
Stanley Robert Vinton, Jr (16 april 1935) is een Amerikaans popzanger die bekend werd als Bobby Vinton. Hij is een van de bekendste liefdesliedjeszangers van de afgelopen decennia. Zijn grootste succes had hij met het nummer Blue Velvet.

## Biografie
Bobby Vinton werd geboren in Canonsburg, Pennsylvania (nabij Pittsburgh). Hij was het enige kind van een lokaal populaire zanger, Stan Vinton (Stanley Vinton, Sr.).
Op de leeftijd van zestien speelde Vinton voor het eerst met zijn band in clubs rond Pittsburgh. Met het geld dat hij daarmee verdiende kon hij zijn studie aan de Duquesne-universiteit bekostigen, waar hij muziek studeerde en slaagde met een graad in muzikale compositie. In zijn tijd bij Duquesne raakte hij bekwaam in het bespelen van alle instrumenten waar zijn band gebruik van maakte: piano, klarinet, saxofoon, trompet, drums en hobo.
Na kort gediend te hebben in het Amerikaanse leger, kreeg Vinton in 1960 een contract bij Epic Records als bandleader. Na twee onsuccesvolle albums en diverse singles leek Epic op het punt te staan de stekker eruit te trekken. Juist op dat moment scoorde Vinton zijn eerste hitsingle, getiteld Roses Are Red (My Love). Het stond vier weken op 1 bij de Billboard Hot 100 in 1962. Zijn grootste hit is zonder twijfel Blue Velvet, die ook een nummer 1-hit werd op de Billboard Hot 100 in 1963.
Drieëntwintig jaar later noemde David Lynch zijn film Blue Velvet naar het nummer van Vinton. In 1990 klom het nummer naar de top van de hitlijsten in Groot-Brittannië nadat het werd gebruikt in een reclame voor huidcrème van Nivea.
In 1964 had Vinton twee nummer 1-hits, There! I've Said It Again en Mr. Lonely. Harmony Korine noemde zijn film Mister Lonely uit 2007 naar het laatstgenoemde nummer. Producer Akon samplede het nummer in zijn hit Lonely uit 2005.
Vinton woont in Beverly Hills.

## Discografie

### Studioalbums
- 1961: Dancing at the Hop
- 1961: Bobby Vinton Plays for His Li'l Darlin's
- 1962: Roses Are Red (US #5)
- 1962: Bobby Vinton Sings the Big Ones (US #137)
- 1963: The Greatest Hits of the Golden Groups
- 1963: Blue on Blue (reissued as Blue Velvet after the success of the hit of the same name) (US #10)
- 1964: There! I've Said It Again (US #8)
- 1964: Tell Me Why (US #31)
- 1964: A Very Merry Christmas (US #13)
- 1965: Mr. Lonely (US #18)
- 1965: Bobby Vinton Sings for Lonely Nights (US #116)
- 1965: Drive-In Movie Time
- 1966: Bobby Vinton Sings Satin Pillows and Careless (US #110)
- 1966: Country Boy
- 1967: Bobby Vinton Sings the Newest Hits
- 1967: Please Love Me Forever (US #41)
- 1968: Take Good Care of My Baby (US #164)
- 1968: I Love How You Love Me (US #21)
- 1969: Vinton (US #69)
- 1970: My Elusive Dreams (US #90)
- 1970: Sounds of Love (on sax)
- 1972: Ev'ry Day of My Life (US #72)
- 1972: Sealed With a Kiss (US #77)
- 1974: Melodies of Love (US #16)
- 1975: Heart of Hearts (US #108)
- 1975: The Bobby Vinton Show (US #161)
- 1976: Serenades of Love
- 1976: Party Music - 20 Hits
- 1977: The Name Is Love (US #183)
- 1978: Bobby Vinton
- 1979: 100 Memories
- 1980: Encore
- 1981: Polka Album
- 1987: Santa Must Be Polish
- 1989: Timeless

### Live-albums
- 1966: Live at the Copa

### Compilatiealbums
- 1964: Bobby Vinton's Greatest Hits (US #12)
- 1966: More of Bobby's Greatest Hits
- 1969: Bobby Vinton's Greatest Hits of Love (US #138)
- 1970: Vinton Sings Vinton
- 1971: Love Album
- 1971: To Each His Own
- 1972: Bobby Vinton's All-Time Greatest Hits (US #119)
- 1973: Bobby Vinton Treasury
- 1974: With Love (US #109)
- 1974: The Many Moods of Bobby Vinton
- 1974: The Many Moods of Bobby Vinton in Love
- 1975: Bobby Vinton Sings the Golden Decade of Love (US #154)
- 1976: K-Tel Presents Bobby Vinton - 20 Greatest Hits
- 1978: Autumn Memories
- 1979: Spring Sensations
- 1979: Summer Serenades
- 1979: Million Selling Records of Bobby Vinton
- 1980: My Song
- 1981: Bobby Vinton's Greatest Hits
- 1983: His Heart-Touching Magic
- 1985: The Best of Bobby Vinton
- 1985: Ballads of Love
- 1988: Bobby Vinton
- 1991: 16 Most Requested Songs (US #199; in 1996)

### Singles
| Jaar | Titel                              | Album                                         | US | AC | C&W | R&B | UK |
| ---- | ---------------------------------- | --------------------------------------------- | -- | -- | --- | --- | -- |
| 1962 | Roses Are Red (My Love)            | Roses Are Red                                 | 1  | 1  |     | 5   | 15 |
| 1962 | Rain Rain Go Away                  | Bobby Vinton Sings the Big Ones               | 12 | 4  |     |     |    |
| 1962 | I Love You the Way You Are         | Bobby Vinton Sings the Big Ones               | 38 |    |     |     |    |
| 1963 | Trouble Is My Middle Name          | Bobby Vinton's Greatest Hits                  | 33 | 7  |     |     |    |
| 1963 | Let's Kiss and Make Up             | Bobby Vinton's Greatest Hits                  | 38 |    |     |     |    |
| 1963 | Over the Mountain (Across the Sea) | The Greatest Hits of the Golden Groups        | 21 |    |     |     |    |
| 1963 | Blue on Blue                       | Blue on Blue                                  | 3  | 2  |     |     |    |
| 1963 | Blue Velvet                        | Blue on Blue                                  | 1  | 1  |     |     | 2  |
| 1964 | There! I've Said It Again          | There! I've Said It Again                     | 1  | 1  |     |     | 34 |
| 1964 | My Heart Belongs to Only You       | There! I've Said It Again                     | 9  | 2  |     |     |    |
| 1964 | Tell Me Why                        | Bobby Vinton's Greatest Hits                  | 13 | 3  |     |     |    |
| 1964 | Clinging Vine                      | More of Bobby's Greatest Hits                 | 17 | 2  |     |     |    |
| 1964 | Mr. Lonely                         | Roses Are Red                                 | 1  | 3  |     |     |    |
| 1964 | The Bell That Couldn't Jingle      | A Very Merry Christmas                        | 23 |    |     |     |    |
| 1964 | Dearest Santa                      | A Very Merry Christmas                        | 8  |    |     |     |    |
| 1965 | Long Lonely Nights                 | Bobby Vinton Sings for Lonely Nights          | 17 | 5  |     |     |    |
| 1965 | L-O-N-E-L-Y                        | Bobby Vinton Sings for Lonely Nights          | 22 | 7  |     |     |    |
| 1965 | Theme from 'Harlow' (Lonely Girl)  | Drive-In Movie Time                           | 61 |    |     |     |    |
| 1965 | What Color (Is a Man)              | More of Bobby's Greatest Hits                 | 38 | 7  |     |     |    |
| 1966 | Satin Pillows                      | Bobby Vinton Sings Satin Pillows and Careless | 23 |    |     |     |    |
| 1966 | Petticoat White (Summer Sky Blue)  | Bobby Vinton Sings Satin Pillows and Careless | 81 |    |     |     |    |
| 1966 | Dum-De-Da                          | More of Bobby's Greatest Hits                 | 40 |    |     |     |    |
| 1966 | Tears                              | More of Bobby's Greatest Hits                 | 59 |    |     |     |    |
| 1967 | Coming Home Soldier                | Bobby Vinton Sings the Newest Hits            | 11 |    |     |     |    |
| 1967 | Please Love Me Forever             | Please Love Me Forever                        | 6  |    |     |     |    |
| 1968 | Just as Much as Ever               | Please Love Me Forever                        | 24 |    |     |     |    |
| 1968 | Take Good Care of My Baby          | Take Good Care of My Baby                     | 33 |    |     |     |    |
| 1968 | Halfway to Paradise                | I Love How You Love Me                        | 23 |    |     |     |    |
| 1968 | I Love How You Love Me             | I Love How You Love Me                        | 9  | 2  |     |     |    |
| 1969 | To Know You Is to Love You         | Vinton                                        | 34 |    |     |     |    |
| 1969 | The Days of Sand and Shovels       | Vinton                                        | 34 |    |     |     |    |
| 1970 | No Arms Can Ever Hold You          | Vinton                                        | 93 |    |     |     |    |
| 1970 | My Elusive Dreams                  | My Elusive Dreams                             | 46 | 7  | 27  |     |    |
| 1972 | Ev'ry Day of My Life               | Ev'ry Day of My Life                          | 24 | 2  |     |     |    |
| 1972 | Sealed With a Kiss                 | Sealed With a Kiss                            | 19 | 2  |     |     |    |
| 1974 | My Melody of Love                  | Melodies of Love                              | 3  | 1  |     |     |    |
| 1975 | Beer Barrel Polka                  | Heart of Hearts                               | 33 | 5  |     |     |    |
| 1976 | Save your kisses for me            | Serenades of Love                             | 75 |    |     |     |    |
| 1976 | Moonlight Serenade                 | Serenades of Love                             | 97 |    |     |     |    |
| 1977 | Only Love Can Break a Heart        | The Name Is Love                              | 99 |    |     |     |    |
| 1979 | Make Believe It's Your First Time  | Encore                                        | 78 |    | 86  |     |    |
| 1983 | You Are Love                       | The Name Is Love                              |    |    | 87  |     |    |
| 1989 | It's Been One of Those Days        | Timeless                                      |    |    | 64  |     |    |
| 1989 | Please Tell Her That I Said Hello  | Timeless                                      |    |    | 70  |     |    |
| 1989 | The Last Rose                      | Timeless                                      |    |    | 63  |     |    |

In deze lijst ontbreekt If that's all I can, dat waarschijnlijk alleen in Nederland en België werd uitgegeven.

### NPO Radio 2 Top 2000
| Nummers met noteringen in de NPO Radio 2 Top 2000 | '99  | '00  | '01  | '02  | '03  | '04  | '05  | '06  | '07  | '08  | '09 | '10  |
| ------------------------------------------------- | ---- | ---- | ---- | ---- | ---- | ---- | ---- | ---- | ---- | ---- | --- | ---- |
| Hurt                                              | -    | -    | 1788 | -    | -    | -    | -    | -    | -    | -    | -   | -    |
| Roses Are Red                                     | 1744 | 1876 | -    | -    | -    | -    | -    | -    | -    | -    | -   | -    |
| Sealed With a Kiss                                | 1113 | 1075 | 971  | 1378 | 1340 | 1145 | 1277 | 1303 | 1393 | 1288 | -   | 1886 |

1. ↑  Een '-' betekent dat het nummer niet was genoteerd en een vetgedrukt getal geeft de hoogste notering van een nummer aan.
2. ↑  Deze tabel is bijgewerkt tot en met de laatste editie (2024).